# Archidamos II.
Archidamos II. (altgriechisch Ἀρχίδαμος Archídamos) war ein antiker spartanischer Feldherr und Politiker. Von 469 v. Chr. bis 427 v. Chr. war er einer der beiden Könige Spartas.

## Leben
Archidamos II. war ein Sohn des Zeuxidamos. Er wurde König von Sparta, als sein Großvater Leotychidas II. um 469 v. Chr. nach Tegea in die Verbannung gehen musste. Erstmals zeichnete er sich angeblich beim schweren Erdbeben, das 464 v. Chr. Lakonien erschütterte, aus. Er soll die verstreuten überlebenden Spartaner durch das Blasen einer Trompete, als wenn eine feindliche Attacke bevorstünde, zusammengerufen und durch ihre Organisierung in ein bewaffnetes Heer den tatsächlich drohenden Angriff der abgefallenen Heloten und Periöken auf Sparta vereitelt haben.
Archidamos II. war der Gastfreund des athenischen Politikers Perikles. Bei den Verhandlungen vor dem Ausbruch des Peloponnesischen Kriegs war er laut Thukydides der Sprecher der zur Vorsicht mahnenden Partei. In dieser Eigenschaft wies er auf die mangelhafte Vorbereitung Spartas hin und riet, zunächst eine gütliche Einigung mit Athen anzustreben. Nach Ausbruch des Krieges führte Archidamos Anfang 431 v. Chr. das peloponnesische Heer gegen Attika. Da er noch immer auf ein Einlenken der Athener hoffte, zögerte er mit dem Einfall längere Zeit und rückte auch nachher nur langsam vor, was ihm viele Vorwürfe eintrug. Längere Zeit hielt er sich bei Archarnai auf. Auch wollte er anfangs eine Verwüstung der attischen Felder vermeiden, verheerte sie dann aber doch und plünderte das Land, weil er sich in seiner Erwartung eines Nachgebens der Athener getäuscht sah. Als er direkt auf Athen loszog, vermochte er deren Armee nicht zur Annahme einer regulären Schlacht herauszufordern, woraufhin er mit seinen Truppen wieder heimwärts marschierte.
Auch 430 v. Chr. kommandierte Archidamos II. das spartanische Heer, als es zum zweiten Mal verheerend in Attika einfiel und dort lange verweilte. Im folgenden Jahr 429 v. Chr., als eine Seuche in Athen wütete, der auch Perikles zum Opfer fiel, verzichtete Archidamos II. auf einen Angriff. Stattdessen führte er seine Streitkräfte gegen Plataiai in Böotien, das mit Athen verbündet war. Da die Einwohner der Stadt sich weigerten, zu den von ihm gestellten Bedingungen zu kapitulieren, belagerte er Plataiai. Allerdings konnte er die Stadt nicht erobern, schickte einen Teil seiner Truppen nach Sparta zurück und begann mit einer umfassenden Blockade Plataiais. Er wartete den Ausgang des Unternehmens nicht ab, sondern machte 428 v. Chr. eine erneute Invasion ins attische Gebiet. Da im Frühjahr 427 v. Chr. Kleomenes das peloponnesische Heer anführte und im nächsten Frühjahr 426 v. Chr. Agis II., der Sohn des Archidamos II. aus dessen erster Ehe mit Lampido, als König erscheint, starb Archidamos II. nach – laut Diodor – 42-jähriger Regierung wohl im Jahr 427 v. Chr. oder spätestens im Winter 427/426 v. Chr. Aus seiner zweiten Ehe mit Eupolia hinterließ er Agesilaos II. und Kyniska. Die erste Kriegsphase des Peloponnesischen Kriegs von 431 v. Chr. bis 421 v. Chr. wird nach ihm auch oft als Archidamischer Krieg bezeichnet.